# Wilkinson Call
Wilkinson Call, född 9 januari 1834 i Logan County, Kentucky, död 24 augusti 1910 i Washington, D.C., var en amerikansk demokratisk politiker. Han representerade delstaten Florida i USA:s senat 1879-1897.
Farbrodern Richard Keith Call var guvernör i Floridaterritoriet 1836-1839 och 1841-1844. Wilkinson Call studerade juridik i Florida och deltog i amerikanska inbördeskriget i Amerikas konfedererade staters armé. Han blev redan 1865 invald i USA:s senat men fick inte tillträda som senator på grund av att Florida inte hade formellt godkänts som delstat på nytt. Senatorer för Florida blev godkända först 1868 och då var de båda invalda republikaner. Call arbetade som advokat i Jacksonville. Han efterträdde 1879 Simon B. Conover som senator. Han omvaldes 1885 och 1891.
Calls grav finns på Oak Hill Cemetery i Washington, D.C. Hans kusin James D. Walker var senator för Arkansas 1879-1885.